# Faraday (festival)
El Faraday, és un festival de música independent o indie que se celebra anualment a la ciutat de Vilanova i la Geltrú.

## El festival
Neix l'any 2004, després de diversos intents, en anys anteriors, de muntar un festival de música independent a la capital del Garraf. Organitzat per l'associació La Medusa, busca ser un referent anual pels seguidors de la música oblidada pels principals canals de difusió mediàtica, així com apropar aquestes propostes musicals a una ciutat que ha patit una manca d'ofertes d'oci i culturals.
L'any 2007 entra en el panorama internacional, en ser escollit pel projecte ListenToEurope entre els millors festivals d'estiu europeus. Això, situa el Faraday entre festivals consolidats i de gran renom a l'estat espanyol com són el Primavera Sound, Sonar, Festival Internacional de Benicàssim, Monegros Music Festival o Sonorama.
L'any 2010 rep un dels Premis Altaveu que atorga el festival de Sant Boi de Llobregat "per la creació d'un festival únic, en un marc esplèndid i amb una línia artística acurada que ha convertit el Faraday en una de les cites més entranyables i personals dins del panorama de festivals catalans".
L'emplaçament del festival es troba al Molí de Mar de Vilanova i la Geltrú i se celebra en dos dies que cauen generalment en l'últim cap de setmana de juny o el primer de juliol.
El 29 de novembre de 2012, la direcció del certamen anuncià que la darrera edició del festival es faria l'any 2013.

## Edicions anteriors

### Cartell 2010
| - Jeff Tweedy - Nick Lowe - The Wedding Present - Clem Snide performing Zuma by Neil Young | - Los Punsetes - Maika Makovski - Bigott - Apples | - Is Tropical - Errors - Abraham Boba - Linda Mirada | - Hello Cuca - El Petit de Cal Eril - Mujeres - Joan Colomo | - Me and the Bees - Fred i Son - Pájaro Sunrise - Louis Eliot & the Embers | - Delco - Amable - Thug Ladies DJs - Bankrobber Gang DJs | - Our Favourite Club DJs - A Viva Veu DJs - On Tape vs. Mëther & Zacker - DJ Mayfield |  |

### Cartell 2009
| - The Divine Comedy - The Lucksmiths - 1990s - The Leisure Society | - The Mummers - Manel - Joe Crepúsculo - The New Raemon | - Shugo Tokumaru - Gary Olson (The Ladybug Transistor) - Ipso Facto - The Ruling Class | - Boat Beam - Half Foot Outside - Dorian - Extraperlo | - Charades - Le Pianc - Espaldamaceta - Biscuit | - bRUNA - The Lions Constellation - Margarita - Songstore | - Our Favourite Club DJs - Two Pias DJs - Pons+Luna+Coco DJs |

### Cartell 2008
| - Robyn Hitchcock - Howe Gelb - Get Cape. Wear Cape. Fly - Momus | - Bart Davenport - I Was A Cub Scout - Hatcham Social - The Lodger | - The Violets - El Guincho - Tachenko - Mishima | - Russian Red - Francisco Nixon - Manos de Topo - Jonston | - Gentle Music Men - Lidia Damunt - Fred Galvan & Frida Calo |

### Cartell 2007
Seleccionat pel projecte ListenToEurope.
| - Luke Haines - Jens Lekman - The Ladybug Transistor - Sr. Chinarro | - Hidrogenesse - The Teenagers - These New Puritans - I Got You On Tape | - Carla Bozulich - Neil's Children - Sunny Day Sets Fire - Nueva Vulcano | - Evripidis & His Tragedies - Los Carradine - The Light Brigade - Cuchillo | - Don The Tiger |

### Cartell 2006
| - The Essex Green - Euros Childs - Field Music - The Research | - Black Wire - The Horrors - The Pipettes - 12Twelve | - Beef - It's Not Not - Garzón - Nisei | - Tarántula - Queen Machine - Miqui Puig DJ - DJ Coco | - Syndicate DJs - Gruyere DJ |

### Cartell 2005
| - Astrud - La Costa Brava - The Pinker Tones - Les Philippes - The Movidas | - Veracruz - Sibyl Vane - Wakanda DJ - Keb Darge DJ |

### Cartell 2004
| - Nacho Vegas - The Sunday Drivers - Lori Meyers - Les Philippes - Facto Delafé y las Flores Azules | - Sweet Apple Pie - Oblique - Flint - Eddie Piller DJ - Yes_Robot DJ |